# Апаран
Апара́н (вірм. Ապարան) — місто у Вірменії, розташоване у марзі (області) Арагацотн за 59 км на північ від Єревану та за 42 км на північний схід від залізничної станції Спітак. Апаран знаходиться на річці Касах вище Апаранського водосховища біля східного підніжжя гори Арагац. Через Апаран проходить автодорога Єреван — Спітак. В місті виготовляється джерельна вода «Апаран». Апаран є членом Всесвітнього альянсу міст, що борються з бідністю.

## Історія
Як поселення, відоме з II століття н. э., коли був уперше згаданий Птолемеєм під назвою Касала. У V столітті Апаран називався Касах та був центром гавару (повіту) Ніг. До того часу відноситься будівництво Касахської базиліки, що збереглася до наших днів. Сучасну назву міста відносять до X століття, імовірно, воно утворилося від вірменського слова Апаранк (Ապարանք) — палац.
Під час Геноциду вірмен Апаран прийняв велику кількість вірмен-біженців з Вану, Мушу, Алашкерту, Ерзруму та Хою. У 1918 р. при Баш-Апарані відбулася Баш-Апаранська битва, у якій вірменські регулярні частини та ополчення розбили турецькі війська, що наступали на Єреван. У пам’ять про перемогу у цій битві на півночі від міста встановлений пам’ятник.